# Eggerland Mystery
Eggerland Mystery est un jeu vidéo de réflexion sorti en 1985 et fonctionne sur MSX. Développé et édité par HAL Laboratory, le jeu a été conçu par I. Okuyama.